# Кулицкая (платформа)
Кули́цкая — остановочный пункт на 462-м километре главного хода Октябрьской железной дороги (ранее — станция, в настоящее время путевое развитие упразднено). Находится на территории Калининского района Тверской области.

## История
Станция Кулицкая открыта в 1850 году в составе участка Тверь — Вышний Волочёк Санкт-Петербурго-Московской железной дороги и относилась к  IV  классу. Приказом МПС № 227 от 21 декабря 1850 года утверждено название станции, которое
получила от находящемуся недалеко Кулицкому озеру.
Первоначально на станции было построено две каменные водонапорные башни, две деревянные высокие платформы по обеим сторонам от путей и пассажирское здание ( вокзал ). В 1864 году, в связи с удлинением состава поездов, производились работы по удлинению пассажирских платформ.
Для предохранения пассажиров от осадков, ожидающих прибытия и отправления поездов, в 1893 году, на платформах строятся деревянные, крытые железом и обшитые с трёх сторон навесы.
В 1904 году на платформах произведён капитальный ремонт с возобновлением настила и асфальтового слоя, окраска навеса и колонн.
С 27 февраля 1923 года, после переименовании дороги, станция в составе Октябрьской железной дороги, приказом НКПС № 1028 от 20 августа 1929 года станция в составе Октябрьских железных дорог, с 1936 года станция в составе Октябрьской железной дороги.
Согласно тарифному руководству № 4 от 1965 года на станции производится работы по приёму и выдачи повагонных грузов, допускаемых к хранению на открытых площадках, хранению грузов повагонными и мелкими отправками, загружаемых целыми вагонами на подъездных путях и местах необщего пользования, приёму и выдачи повагонных грузов, а также  продажа билетов на все пассажирские поезда, приём и выдача багажа. В начале 2000х годов со станции было убрано путевое развитие, и станция превращена в остановочный пункт. Согласно тарифному руководству № 4 от 2001 года на станции производится работы продажа билетов на все пассажирские поезда, приём и выдача багажа. Согласно приказу Росжелдора № 211 от 6 июня 2014 года на станции приём и выдача багажа не производится. Официально станция переведена в остановочный пункт приказом Росжелдора № 440 от 3 декабря 2018 года.

В 1971 году присвоен код ЕСР № 0716, 1975 году присвоен новый код ЕСР № 07160, 1985 году станция получила новый код АСУЖТ (ЕСР) № 061907, в 2001 году станция получила новый код АСУЖТ (ЕСР) № 061644.
В 1982 году станции присвоен код Экспресс-2 № 34003, 1994 году станция получила новый код Экспресс-3 № 2006003.
В 1910 году устроен подъездной путь к фабрике Т-ва Тверской Мануфактуры, длиной 1,316 вёрст.
Пассажирское движение — 12 пар пригородных электропоездов в сутки. Время следования от станции Тверь — 20 минут. Поезда дальнего следования на станции не останавливаются.
На станции — две боковые низкие платформы. Путевое развитие упразднено. Турникетами не оборудована.